# کسی به من گفت
کسی به من گفت (به فرانسوی: Quelqu'un m'a dit) اولین آلبوم استودیویی کارلا برونی خوانندهٔ ایتالیایی-فرانسوی است که در سال ۲۰۰۳ منتشر شد. تولید، ضبط و میکس این آلبوم بر عهدهٔ لوئی برتینیاک بوده‌است.
یکی بهم گفت در زمان انتشارش صدرنشین جدول آلبوم‌های فرانسه شد و سی و چهار هفتهٔ متوالی جزو ده آلبوم برتر آن کشور بود. آلبوم در آلمان، سوئیس، ایتالیا، پرتغال و شیلی هم به جمع ده‌تای برتر رسید.

## فهرست قطعات آلبوم
| شماره | نام | سراینده                               | آهنگساز                     | مدت  |
| ----- | --- | ------------------------------------- | --------------------------- | ---- |
| ۱.    | «Quelqu'un m'a dit (یکی بهم گفت)»                                                                                    | کارلا برونی، لئوس کاراکس              |                             | ۲:۴۵ |
| ۲.    | «Raphaël» |                                       |                             | ۲:۲۳ |
| ۳.    | «Tout le monde (همگی)»                                                                                               |                                       |                             | ۳:۱۷ |
| ۴.    | «La Noyée (دختر غرق‌شده)»                                                                                             | سرژ گنزبور                            | سرژ گنزبور                  | ۳:۵۸ |
| ۵.    | «Le Toi du moi (توی من)»                                                                                             |                                       |                             | ۳:۱۸ |
| ۶.    | «Il cielo in una stanza (بهشت در یک اتاق)» (اقتباس فرانسوی کارلا برونی از قطعهٔ ایتالیایی «Le Ciel dans une chambre») | جینو پائولی، جولیو راپتی، کارلا برونی | جینو پائولی، رناتو آنجولینی | ۴:۴۸ |
| ۷.    | «J'en connais (بعضیارو می‌شناسم)»                                                                                     |                                       |                             | ۲:۳۴ |
| ۸.    | «Le Plus Beau du quartier (خوش تیپ‌ترین پسر محل)»                                                                     |                                       |                             | ۳:۲۷ |
| ۹.    | «Chanson triste (آهنگ غمناک)»                                                                                        |                                       |                             | ۳:۲۸ |
| ۱۰.   | «L'Excessive (بیش از اندازه)»                                                                                        |                                       |                             | ۳:۰۳ |
| ۱۱.   | «L'Amour (عشق)» |                                       |                             | ۳:۰۳ |
| ۱۲.   | «La Dernière Minute (آخرین دقیقه)»                                                                                   |                                       |                             | ۱:۰۰ |

- شعر و موسیقی همهٔ قطعه‌ها از کارلا برونی است مگر آن‌ها که نام دیگری مقابل‌شان نوشته شده‌است.

## نظر منتقدان
| بررسی انتقادی    | بررسی انتقادی |
| منبع             | رتبه‌بندی      |
| ---------------- | ------------- |
| گاردین           | [ ۲ ]         |
| آل‌میوزیک         | [ ۳ ]         |
| انترتینمنت ویکلی | A-            |

آل‌میوزیک با اشاره به حرفهٔ اصلی برونی به‌عنوان یک سوپر مُدل، آلبوم را «بسیار فراتر از آن چیزی که انتظار می‌رفت» و «یک آلبوم آکوستیک و صمیمی» توصیف کرده‌است.
رادیو بین‌المللی فرانسه اشعار و موسیقی آلبوم را «بسیار عالی» توصیف کرده و از قطعهٔ «Tout le monde» با عنوان «گوهر گرانبهای موسیقایی» یاد کرده‌است.
گاردین ضمن مطلوب ارزیابی کردن آلبوم، با اشاره به انگلیسی نبودن اشعار آن نوشته‌است: «با این وجود که معنای دقیق کلمات یا حتی موضوع یک آهنگ را نمی‌فهمیم، باز هم احساسی وجود دارد که با باور قلبی خواننده همراهی می‌شود».

## موقعیت در چارت‌های موسیقی
| چارت (۲۰۰۳–۲۰۰۵)                            | بالاترین جایگاه |
| ------------------------------------------- | --------------- |
| آلبوم‌های استرالیا (جدول‌های ای‌آرآی‌ای)        | ۹۱              |
| آلبوم‌های اتریشی (آلبوم‌های او۳)              | ۲۷              |
| آلبوم‌های بلژیکی (اولتراتاپ فلاندرز)         | ۹               |
| آلبوم‌های بلژیکی (اولتراتاپ والونیا)         | ۱               |
| جدول آلبوم‌های کانادایی (Nielsen SoundScan)  | ۲۸              |
| ۱۰۰ آلبوم برتر اروپا (Music & Media)        | ۱۴              |
| آلبوم‌های فرانسوی (اس‌ان‌ئی‌پی)                 | ۱               |
| آلبوم‌های آلمانی (۱۰۰ آلبوم برتر رسمی)       | ۱۴              |
| آلبوم‌های ایتالیایی (فیمی)                   | ۴               |
| آلبوم‌های پرتغالی (ای‌اف‌پی)                   | ۵               |
| آلبوم‌های سوئیسی (جدول موسیقی سوئیس)         | ۴               |
| آلبوم‌های بریتانیا (شرکت جدول‌های رسمی)       | ۱۷۸             |
| آلبوم‌های مستقل بریتانیا (شرکت جدول‌های رسمی) | ۴۵              |
| آلبوم‌های موسیقی ملل ایالات متحده (بیلبورد)  | ۳               |

| چارت (۲۰۰۲)                | جایگاه |
| -------------------------- | ------ |
| آلبوم‌های فرانسه (اس‌ان‌ئی‌پی) | ۲۷     |

| چارت (۲۰۰۳)                           | جایگاه |
| ------------------------------------- | ------ |
| آلبوم‌های بلژیکی (اولتراتاپ فلاندرز)   | ۵۳     |
| آلبوم‌های بلژیکی (اولتراتاپ والونیا)   | ۱      |
| آلبوم‌های فرانسه (اس‌ان‌ئی‌پی)            | ۳      |
| آلبوم‌های آلمانی (۱۰۰ آلبوم برتر رسمی) | ۷۱     |
| آلبوم‌های ایتالیایی (فیمی)             | ۴۵     |
| آلبوم‌های سوئیسی (جدول موسیقی سوئیس)   | ۴۱     |

| چارت (۲۰۰۴)                        | جایگاه |
| ---------------------------------- | ------ |
| آلبوم‌های بلژیک (اولتراتاپ والونیا) | ۴۹     |
| آلبوم‌های فرانسه (اس‌ان‌ئی‌پی)         | ۶۱     |

## گواهی‌های فروش
| منطقه                                                              | گواهی    | واحد گواهی‌شده/فروش |
| ------------------------------------------------------------------ | -------- | ------------------ |
| بلژیک (بی‌ئی‌ای)                                                     | Platinum | ۵۰٬۰۰۰*            |
| کانادا (میوزیک کانادا)                                             | Platinum | ۱۰۰٬۰۰۰^           |
| فرانسه                                                             | —        | ۱٬۲۰۰٬۰۰۰          |
| آلمان (بی‌وی‌ام‌آی)                                                   | Gold     | ۱۰۰٬۰۰۰^           |
| اسپانیا (سازنده‌های موسیقی)                                         | Gold     | ۵۰٬۰۰۰^            |
| سوئیس (آی‌اف‌پی‌آی سوئیس)                                             | Platinum | ۴۰٬۰۰۰^            |
| بریتانیا                                                           | —        | ۱۶٬۰۰۰             |
| ایالات متحده                                                       | —        | ۵۳٬۰۰۰             |
| خلاصه‌ها                                                            |          |                    |
| جهانی                                                              | —        | ۲٬۰۰۰٬۰۰۰          |
| * رقم فروش تنها بر پایهٔ گواهی‌ها. ^ رقم توزیع تنها بر پایهٔ گواهی‌ها. |          |                    |